# Конажиці (Підляське воєводство)
Конажиці (пол. Konarzyce) — село в Польщі, у гміні Ломжа Ломжинського повіту Підляського воєводства.
Населення — 984 особи (2011).
У 1975-1998 роках село належало до Ломжинського воєводства.

## Демографія
Демографічна структура станом на 31 березня 2011 року:
|          | Загалом | Допрацездатний вік | Працездатний вік | Постпрацездатний вік |
| -------- | ------- | ------------------ | ---------------- | -------------------- |
| Чоловіки | 496     | 101                | 354              | 41                   |
| Жінки    | 488     | 98                 | 299              | 91                   |
| Разом    | 984     | 199                | 653              | 132                  |